# Munții Metaliferi

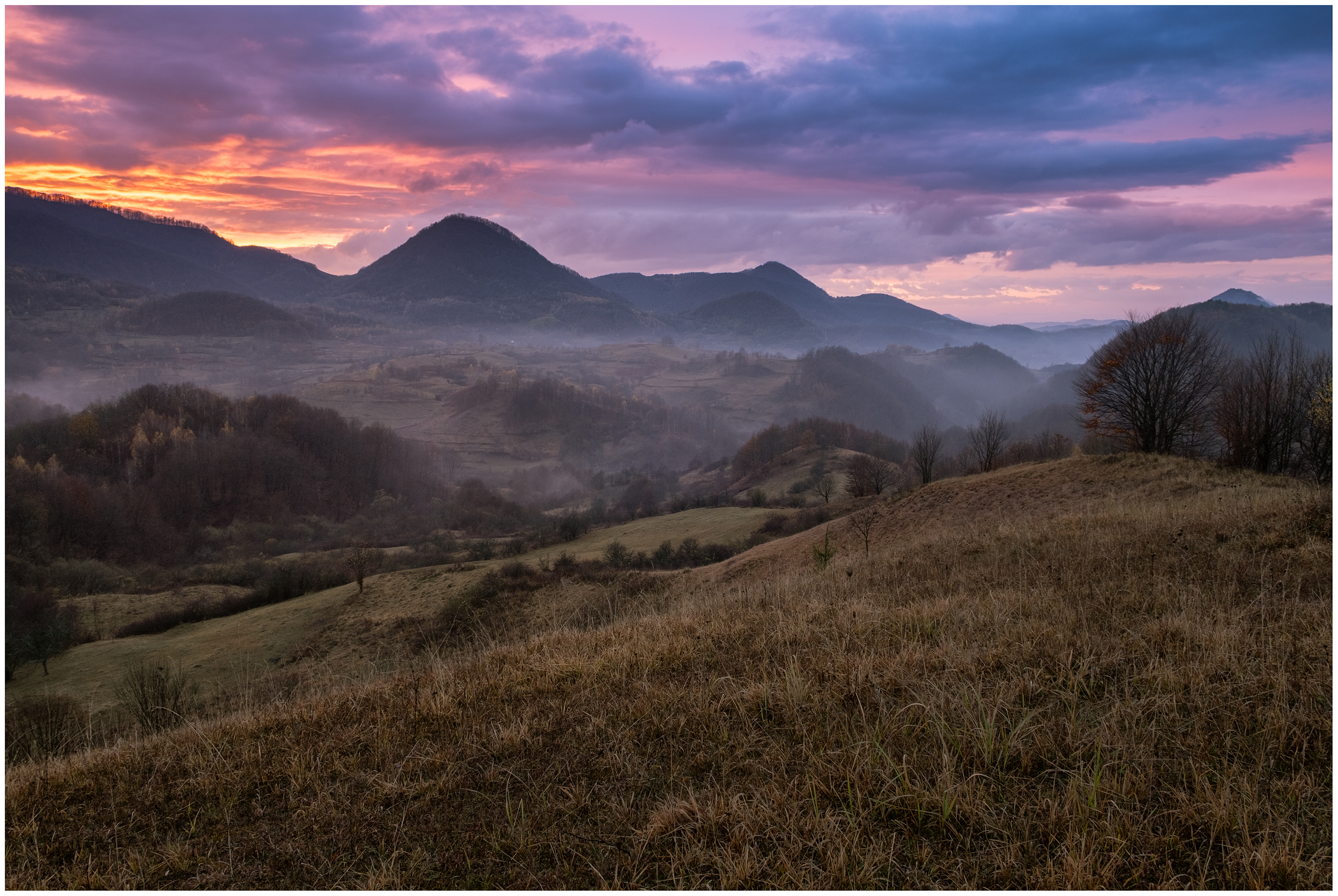
Podzimní pohled na pohoří Metaliferi

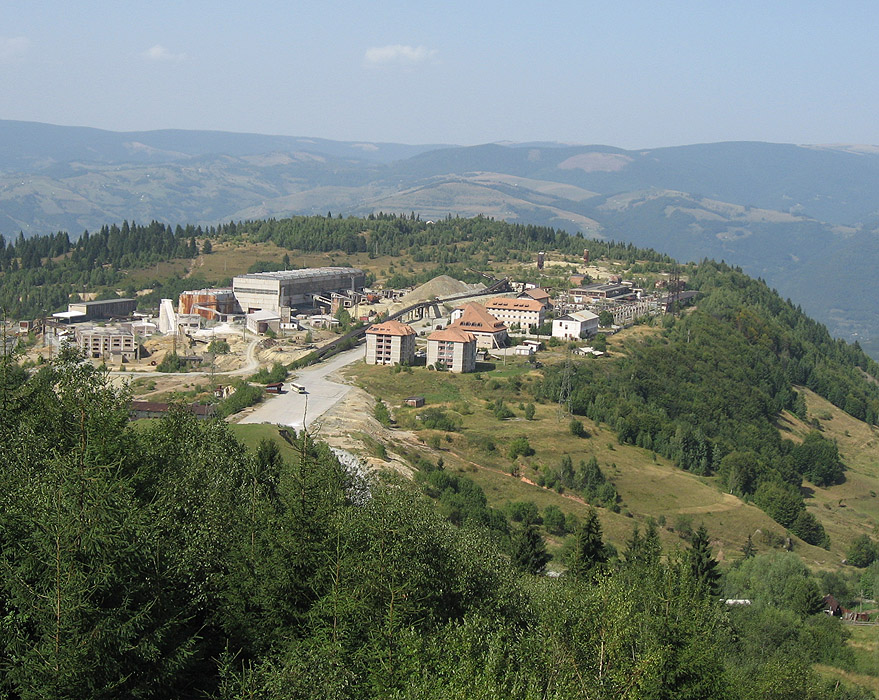
Měděný důl v Rosia Montana

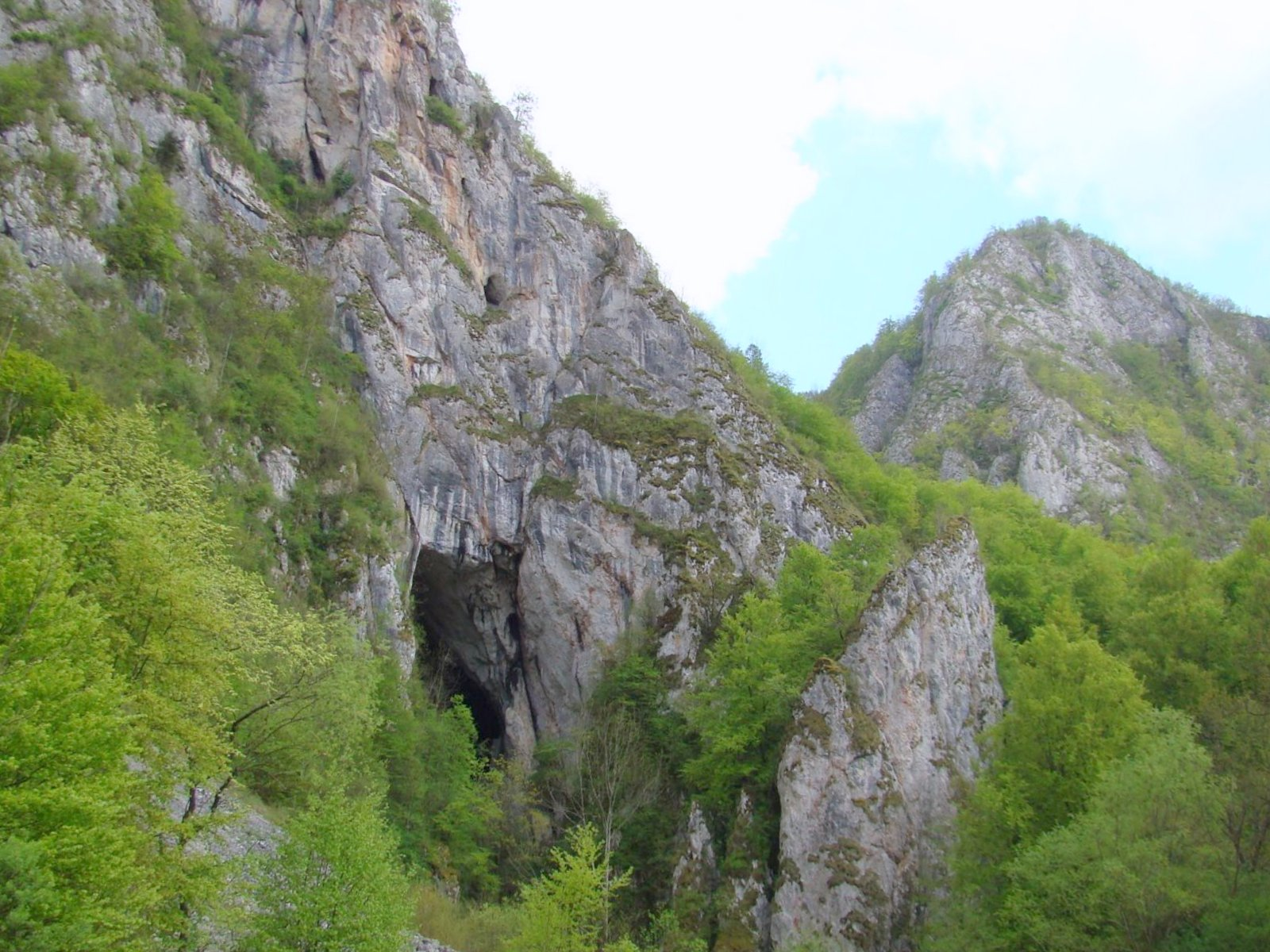
Portál jeskyně Huda lui Papară

Munții Metaliferi (rumunské Rudohoří, maďarsky Erdélyi-érchegység) je pohoří v západním Sedmihradsku, v jižní části Apusenského pohoří v Rumunsku, které patří do Rumunských Západních Karpat. Je převážně sopečného původu, táhne se obloukem ve směru východ–západ severně od města Deva a jižně od měst Brad (okres Hunedoara) a Câmpeni (okres Alba). Nejvyšším vrcholem je Poienița (1437 m). Na severu pohoří se nachází část historického regionu Țara Moților. Střední částí pohoří prochází evropská silnice E79, spojující města Deva a Brad.
Na území se nacházejí bohatá ložiska rud ušlechtilých a barevných kovů, které zde jsou už od středověku těženy. Na východním předhůří byly vysázeny sady a vinice. Vykácením bukových lesů vznikly v údolích a ve vyšších polohách pastviny a louky. K turistickým atrakcím pohoří patří přírodní rezervace Calcarele de la Valea Mică, vápencový masiv Piatra Bulbuci, čedičové skály Detunata Goală (1169 m) a Detunata Flocoasă (1258 m) u obce Bucium a 300hektarová narcisová louka Negrileasa pod stejnojmenným vrcholem (1364 m). Na severovýchodě se nachází krasová jeskyně Huda lui Papară s 35 metrů vysokým vstupním portálem.